# شهرداری امیر عبدالقادر
شهرداری امیر عبدالقادر (به عربی: بلدية الأمير عبد القادر) یک شهرداری در الجزایر است که در استان جیجل واقع شده‌است. شهرداری امیر عبدالقادر ۳۸٬۴۶۸ نفر جمعیت دارد.